# Ivana Kubešová
Ivana Kubešová (z domu Kleinová, z pierwszego małżeństwa Walterová, ur. 26 maja 1962 w Šumperku) – czeska lekkoatletka specjalizująca się w biegach średnio i długodystansowych. Największe sukcesy w karierze odniosła w barwach Czechosłowacji.

## Sukcesy sportowe
- mistrzyni Czechosłowacji w biegu na 800 m – 1990
- dwukrotna mistrzyni Czechosłowacji w biegu na 1500 m – 1984, 1986
- mistrzyni Czechosłowacji w biegu na 3000 m – 1983[1]
- mistrzyni Czech w biegu na 1500 m – 1993[2]
- dwukrotna halowa mistrzyni Czechosłowacji w biegu na 1500 m – 1983, 1985
- halowa mistrzyni Czechosłowacji w biegu na 3000 m – 1982[3]
- halowa mistrzyni Czech w biegu na 800 m – 1993[4]

| Rok  | Miasto    | Zawody                    | Konkurencja                  | Wynik         |
| ---- | --------- | ------------------------- | ---------------------------- | ------------- |
| 1983 | Budapeszt | halowe mistrzostwa Europy | bieg na 1500 m               | brązowy medal |
| 1983 | Helsinki  | mistrzostwa świata        | bieg na 1500 m               | 11. miejsce   |
| 1984 | Göteborg  | halowe mistrzostwa Europy | bieg na 3000 m               | brązowy medal |
| 1984 | Moskwa    | Przyjaźń-84               | bieg na 1500 m bieg na 3000m | 6. miejsce    |
| 1985 | Pireus    | halowe mistrzostwa Europy | bieg na 1500 m               | 7. miejsce    |
| 1986 | Stuttgart | mistrzostwa Europy        | bieg na 1500 m               | 4. miejsce    |
| 1987 | Liévin    | halowe mistrzostwa Europy | bieg na 1500 m               | brązowy medal |
| 1991 | Sewilla   | halowe mistrzostwa świata | bieg na 1500 m               | srebrny medal |
| 1992 | Genua     | halowa mistrzostwa świata | bieg na 1500 m               | 7. miejsce    |

## Rekordy życiowe
- bieg na 800 m – 2:01,12 – Ostrawa 11/06/1986
- bieg na 1000 m – 2:39,87 – Berlin 10/09/1991
- bieg na 1500 m – 4:01,84 – Budapeszt 11/08/1986
- bieg na 1500 m (hala) – 4:06,22 – Sewilla 10/03/1991
- bieg na 1 milę – 4:22,82 – Bruksela 05/09/1986
- bieg na 3000 m – 8:55,54 – Helsinki 08/08/1983
- bieg na 3000 m (hala) – 9:15,71 – Göteborg 03/03/1984